# Ганс Грунд
Ганс Грунд (нім. Hans Grund; 1 лютого 1896, Айслебен — 8 липня 1976, Гамбург) — німецький офіцер, генерал-майор люфтваффе (1 січня 1944).

## Біографія
Учасник Першої світової війни, після завершення якої поступив на службу в поліцію. В 1933 році вступив у НСДАП. 1 березня 1936 року перейшов у люфтваффе, навчався у льотній школі Тутова. З 1 липня 1937 року — командир ескадрильї 153-ї бомбардувальної ескадри. З 1 квітня 1938 року — командир 2-ї групи своєї ескадри, з 1 травня 1939 року — 3-ї групи 3-ї бомбардувальної ескадри.
З 1 липня 1939 року — командир аеродромної ділянки Штаде, з 9 травня 1940 року — Гронінгена (Нідерланди), з 21 червня 1940 року — Лангенгагена, Стендаля, Люнебурга і Штаде. З 29 червня 1941 року — офіцер для особливих доручень в штабі авіаційної області групи армій «Північ». Служив на Східному фронті в штабах авіаційних областей «Москва» і «Харків», а також 25-ї польової авіаційної області (Мінськ). З 21 серпня 1943 року послідовно очолював командування аеродромних ділянок 5/XI, 3/VIII і 6/VI. З 8 листопада 1944 року — командир частин люфтваффе 11-ї авіаційної області. В кінці Другої світової війни потрапив у полон. Звільнений 18 січня 1947 року.

## Нагороди
- Залізний хрест 2-го класу
- Нагрудний знак пілота-спостерігача (Пруссія)
- Німецький імперський спортивний знак
- Почесний хрест ветерана війни з мечами
- Медаль «За вислугу років у Вермахті» 4-го, 3-го, 2-го і 1-го класу
- Медаль «У пам'ять 1 жовтня 1938» із застібкою «Празький град»
- Нагрудний знак спостерігача
- Застібка до Залізного хреста 2-го класу
- Хрест Воєнних заслуг 2-го і 1-го класу з мечами
- Медаль «За зимову кампанію на Сході 1941/42»
- Нагрудний знак пілота (Угорщина)
- Почесний знак болгарської піхоти
- Болгарська поліцейська відзнака за відмінну службу